# Power Harassment
Power Harassment (wörtl. „Macht-Belästigung“) ist eine Form des Machtmissbrauchs und Mobbings in Unternehmen, Universitäten und anderen hierarchisch strukturierten Institutionen.  Ein Vorgesetzter nutzt dabei ein Machtgefälle, um einen Untergebenen persönlich zu erniedrigen, etwa durch Beleidigungen, Ausraster, Bloßstellungen vor Kollegen, der Zwang zur Teilnahme an außergeschäftlichen Veranstaltungen, oder das Verlangen von Tätigkeiten außerhalb des eigentlichen Aufgabenbereichs, für die der Mitarbeiter klar überqualifiziert ist.
Der Begriff wurde 2002 von Yasuko Okada eingeführt, um das von ihr beobachteten Verhalten von der sexuellen Belästigung (engl. sexual harassment) abzugrenzen, bei der das Machtverhältnis einseitig sexualisiert wird.
Anstatt power harassment wird im Japanischen auch das gairaigo pawā hara verwendet.